# Кетлинский, Казимир Филиппович
Казимир Филиппович Кетлинский (27 июля 1875, Могилёв-Подольский — 28 января 1918, Мурманск) — польский военный деятель в российской флоте, контр-адмирал (1917). Участник русско-японской и первой мировой войн. В 1917—1918 годах занимал должность Главнамура (Главного начальника Мурманского укрепленного района и Мурманского отряда судов), фактически первый глава Мурманска.
Происходит из польского дворянского рода (фамилия Kietlinski иногда пишется как Китлинский), основателем которого, согласно семейной легенде, был шотландец Кетлинг, поступивший на польскую военную службу в XVII веке и послуживший прототипом одного из героев исторических романов Генрика Сенкевича «Потоп» и «Пан Володыевский» — Гасслинга-Кетлинга оф Элгин.
Учился в Морском корпусе, куда поступил в 1892 году. Окончив Корпус в 1895 году 15-м по успеваемости, получив чин мичмана. В 1902 году окончил артиллерийский офицерский класс с зачислением в артиллерийские офицеры 1-го разряда. В 1900 году был командирован в Филадельфию, где наблюдал за строительством эскадренного броненосца «Ретвизан», затем служил на этом корабле до марта 1904 года артиллерийским офицером. Отличился во время нападения японских миноносцев в ночь на 27 января и отражения последующих атак брандеров на броненосец. За бой 10 февраля получил золотую саблю с надписью «За храбрость».

За успешное отражение неприятельских миноносцев и потопление пароходов-брандеров в ночь на 11-е февраля сего года имевших целью взорвать броненосец «Ретвизан»
В апреле 1904 года назначен флагманским артиллерийским офицером морского походного штаба эскадры Наместника Е. И. В. на Дальнем Востоке и переведён на броненосец «Цесаревич». В бою 28 июля 1904 года был ранен осколками снаряда, залетевшими в боевую рубку броненосца. После боя в составе экипажа корабля интернирован в Циндао и не принимал участия в дальнейших событиях русско-японской войны.
В июне 1907 года за отличие в русско-японской войне Кетлинский был награждён орденами Св. Владимира 4-й степени с мечами и бантом и Св. Станислава 2-й степени с мечами.
В 1906—1909 годах служил на Черноморском флоте в должности флагманского артиллерийского офицера штаба командующего Практическим отрядом Чёрного моря и штаба начальника морских сил Чёрного моря. 18 апреля 1910 года был произведен в чин капитана 2-го ранга и командирован в Англию, Италию и Францию для изучения организации военного флота. После возвращения в Россию преподавал в Морской академии. С 1913 по 1916 год снова служил на Чёрном море в должности исправляющего должность начальника оперативного отдела штаба начальника морских сил Чёрного моря и флаг-капитана по оперативной части штаба командующего флотом Чёрного моря. 25 августа 1914 года был произведен в чин капитана 1-го ранга и в декабре того же года награждён орденом Св. Анны 2-й степени с мечами. 6 ноября 1916 года прибыл в Тулон, где принял командование над находящимся там на ремонте крейсером «Аскольд» и вскоре утвердил приговор корабельного суда, приговорившего к смертной казни четырёх матросов крейсера, обвинённых в саботаже в связи с произошедшим на «Аскольде» взрывом. 150 матросов было отправлено в тюрьму. После завершения ремонта в Англии 17 июня 1917 года «Аскольд» прибыл в Мурманск. Назначенная Временным правительством следственная комиссия вынесла вердикт о невиновности Кетлинского, а указом от 11 сентября ему было присвоено звание контр-адмирала. В тот же день он был назначен Главным начальником Мурманского укрепленного района (Главнамуром), то есть командующим всем северным побережьем Кольского полуострова, а также командиром Мурманского отряда судов.
После Октябрьской революции вступил в сотрудничество с Мурманским ревкомом большевиков и продолжал оставаться в должности. Ряд членов Мурманского совета требовали отдать его под суд за утверждение смертного приговора матросам «Аскольда» в 1916 году. Экипаж крейсера выступил в защиту бывшего командира. народный комиссар по морским делам РСФСР Павел Дыбенко 9 января 1918 года отдал распоряжение об аресте Кетлинского до окончания работы следственной комиссии, но уже 12 января приказ об аресте был отменён, Кетлинского освободили из-под стражи и он продолжил исполнять свою прежнюю должность. В том же январе 1918 года Революционный судовой комитет подал требование расстрелять Кетлинского. 
28 января 1918 года Казимир Кетлинский был смертельно ранен по дороге из Центромура к штабу двумя неизвестными и скончался примерно через 20 минут после покушения. Убийство осталось нераскрытым. По официальной версии адмирала убили белогвардейцы, так как он перешёл на сторону красных. Английский разведчик Сидней Рейли считал убийцей Кетлинского архангельского большевика Алексея Петика (или Петикова). Сам Кетлинский перед смертью сказал, что в него стреляли «аскольдовские матросы».
Похоронен с воинскими почестями при карауле из вооружённых матросов в г. Мурманске.

## Семья
Жена — Ольга Леонидовна, урожд. Конкевич (1879–1942), дочь потомственного моряка Л.Г. Конкевича, автора «Летописи крушений и других бедственных случаев военных судов русского флота». Пианистка, училась в консерватории у А.Н.Скрябина по классу композиции. Умерла в блокаду.
Дочери:
- Тамара Кетлинская (в замуж. Трифонова; 1904—1962), литературный критик
- Вера Кетлинская, писательница.

Личность Кетлинского, а особенно его деятельность в Мурманске в 1917—1918 годах до сих пор является предметом полемики в исторической науке и литературе, получая зачастую диаметрально противоположные оценки разных авторов. В романе Валентина Пикуля «Из тупика» адмирал выведен под именем Кирилла Фастовича Ветлинского